# 아니*크리15
아니*크리15(Ani*Kuri15, アニ＊クリ15)는 2007년 5월부터 2008년까지 일본방송협회(NHK)에서 방송한 15개의 1분짜리 단편 애니메이션 시리즈이다. 아니*크리 프로그램의 동반 작품이자 정규 프로그램 사이의 보충용으로 제작된 단편 애니메이션이다. 5부작 3시즌으로 방송된다. 각 단편은 다른 감독이 감독했으며, 2008년에 에피소드를 모아 아니*크리15 공식 웹사이트에 업로드했다.

## 같이 보기
- 지니어스 파티
- 일본 애니메(이터) 견본시
- 젋은 애니메이터 육성 프로젝트